# Ефто Пупиновски
Ефто Пупиновски (Охрид, 2. јун 1953) је македонски певач народне музике.

## Биографија
Пупиновски је рођен у Охриду 2. јуна 1953. године и бави се певањем од 1974. године. Његове најпознатије интерпретације су Лихнида кајче веслаше, Туѓа си бескрајно, Тинке Катинке, Сакам да сум крај тебе, Продтими душа моја, Влати се бела Марија, Удрете тапани и друге. 
Његов брат Секула Пупиновски је такође певач.